# 2003 en Colombie-Britannique
Chronologie de la Colombie-Britannique
- 1999
- 2000
- 2001
- 2002
- 2003
- 2004
- 2005
- 2006
- 2007

Cette page concerne des événements qui se sont produits durant l'année 2003 dans la province canadienne de Colombie-Britannique.

## Politique
- Premier ministre : Gordon Campbell
- Chef de l'Opposition : Joy MacPhail (en)[1]
- Lieutenant-gouverneur : Iona Campagnolo
- Législature :

## Événements
- Mise en service à Burnaby de la  Lake City Way SkyTrain Station , station de la Millennium line du SkyTrain de Vancouver[2].
- Mise en service à  Langley (Canada) du   200th Street Bridge  , pont routier en béton précontraint[3].
- Mise en service à Surrey  du   Central City Shopping Centre   , immeuble commercial et de bureaux de 26 étages[4].
- Mise en service à Vancouver  :
  - de Azura 1, immeuble de logements à structure en béton armé de 32 étages (95.20 mètres de hauteur), situé 1495 Richards Street[5].
  - de Azura 2, immeuble de logements à structure en béton armé de 33 étages (94.18 mètres de hauteur), situé 1438 Richards Street[6].

## Naissances
- 29 janvier : Jakob Davies, acteur.